# Juliet Prowse
Juliet Prowse (25 de septiembre de 1936 - 14 de septiembre de 1996) fue una bailarina y actriz britanoestadounidense nacida en Bombay y de padres sudafricanos.
Prowse empezó a estudiar danza a los cuatro años. Al llegar a los veinte años ya estaba bailando en un club de París, y luego fue elegida por un cazatalentos para interpretar el papel de Claudine en la película de Walter Lang de 1960 Can-Can. Juliet Prowse alcanzó lo más alto de su popularidad en los años sesenta, apareciendo junto a Elvis Presley en G.I. Blues.
Juliet Prowse fue la primera invitada en The Muppet Show. Tuvo su propio espacio en la NBC durante una temporada: Mona McCluskey en 1965 (producido por George Burns).
Conoció a Frank Sinatra durante el rodaje de Can-Can y durante un tiempo estuvieron saliendo juntos, pero la relación terminó y Sinatra la ignoró en adelante. Fue en esta época cuando Juliet se hizo enormemente popular por su conexión con Sinatra, así como por poseer las piernas más bonitas de Hollywood. Más tarde usaría sus piernas en una serie de anuncios para L'Eggs.
Murió en Los Ángeles de cáncer de páncreas en 1996. Su exmarido, el actor de televisión John McCook, se había reconciliado con ella poco antes de su fallecimiento tras varios años de disputas.